# Devolo

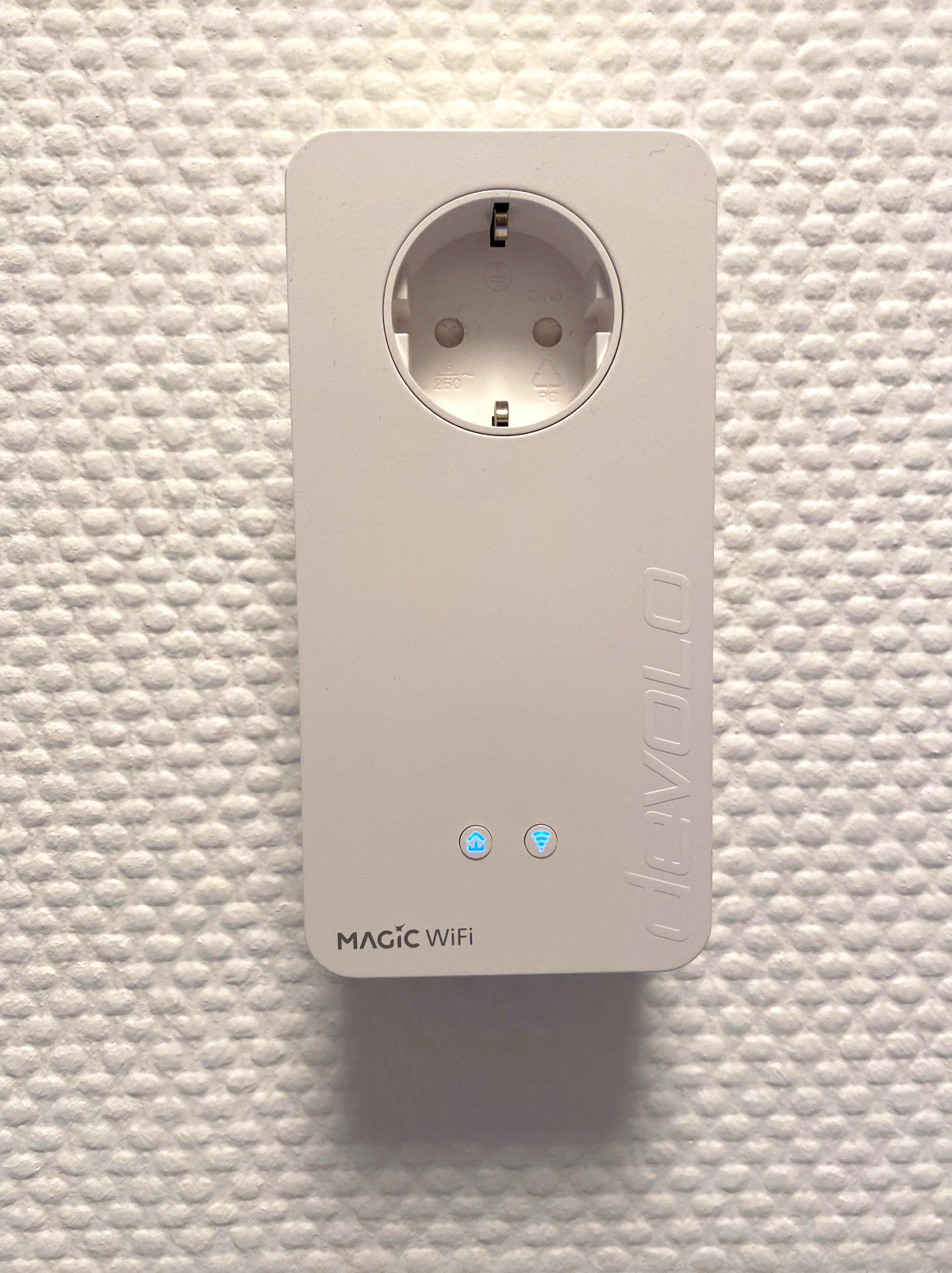
Adaptador wifi de Devolo

devolo AG fue fundada el 1 de mayo de 2002 en Aquisgrán, Alemania, y se ha especializado en el desarrollo de soluciones de comunicación para consumidores privados y aplicaciones industriales.
Su rango de productos incluye dispositivos para DSL, ISDN y acceso analógico a Internet, así como soluciones de red doméstica utilizando Ethernet, Wireless LAN, o, principalmente el cableado eléctrico existente (HomePlug con Ethernet, USB o WiFi).